# Hasan Ahmet Sarı
Hasan Ahmet Sarı (Şişli, 21 de janeiro de 1992) é um futebolista turco que joga como atacante.

## Carreira
Nasceu em Şişli em 1992 como o primeiro dos filhos de Sevinç e Hasan Hakan Sarı. Depois do Terremoto de Gölcük de 1999, se mudou com sua família para Trabzon. Depois de um tempo seu pai também se instalou em Trabzon. Participou das audições do clube da cidade, Trabzonspor, e começou a jogar futebol. Depois de jogar nas infraestruturas do time por muitos anos, em 3 de abril de 2009 firmou um contrato profissional até 2011 com o clube.
Embora esteve na equipe principal no começo da temporada 2009-10, também jogou pela liga sub-21. Ahmet jogou pela primeira vez pelo profissional em 22 de novembro de 2009, com 18 anos, contra o Kasımpaşa SK. Entrou no minuto 72, substituindo Tayfun, mas não desempenhou um bom resultado. Em 29 de janeiro de 2010, o jovem futebolista foi de empréstimo ao 1461 Trabzon.

### Seleção
Foi convocado pela primeira vez para seleções internacionais em 2007, pelo treinador Ferhat Südoğan, para a equipe Sub-16. Na sua estreia fez os dois gols na vitória sobre a Irlanda por 2 a 1 em 18 de setembro de 2007. Ao final da sua trajetória no Sub-16, havia jogado 20 partidas e anotado 16 gols.